# Love & Gelato
Love & Gelato és una pel·lícula de comèdia romàntica estatunidenca de 2022. Està escrita i dirigida per Brandon Camp, basant-se en la novel·la homònima de Jenna Evans Welch. Produïda i distribuïda per Netflix, es va estrenar el 22 de juny de 2022 amb subtítols en català. A la història, una estudiant universitària estatunidenca gaudeix de l'estiu de la seva vida a Roma gràcies al vell diari de la seva mare, malalta, que li servirà com a guia mentre es va enamorant dels encants de la ciutat, la seva gent i, per descomptat, el gelat. Susanna Skaggs interpreta Lina Emerson, protagonista i narradora de la història. Completen el repartiment Anjelika Washington com a Addie; Owen McDonell com a Howard; Valentina Lodovini com a Francesca, Alex Boniello com a Fleetwood Zach, entre d'altres.
La pel·lícula es va gravar el juny de 2021 a la Toscana.